# Ødegaardhøgda
Die Ødegaardhøgda (norwegisch) ist ein 2330 m hoher Berg im ostantarktischen Königin-Maud-Land. Er ragt im südwestlichen Teil des Otto-von-Gruber-Gebirges im Wohlthatmassiv auf.
Wissenschaftler des Norwegischen Polarinstituts benannten ihn 1967. Namensgeber ist Knut Ødegaard, Funker der Dritten Norwegischen Antarktisexpedition (1956–1960) von 1958 bis 1959.